# Golly
Golly é uma ferramenta para simulação de autômatos celulares . É um software de código aberto gratuito escrito por Andrew Trevorrow e Tomas Rokicki; ele pode ser programado usando Lua  ou Python . Inclui um algoritmo hashlife que pode simular o comportamento de padrões muito grandes ou repetitivos, como a máquina de Turing universal Life de Paul Rendell, e que é rápido o suficiente para simular alguns padrões para 2 32 ou mais unidades de tempo. Também inclui uma grande biblioteca de padrões definidos no Jogo da Vida de Conway e outras regras.